# 馬場良馬
馬場 良馬（ばば りょうま、1984年12月15日 - ）は、日本の俳優。千葉県出身。アルファコア所属を経て、2013年より株式会社トキエンタテインメントがマネジメント業務を担当。

## 略歴
大学法学部法律学科卒業。地元で事務所関係者にスカウトされ、芸能界に入る。
2008年4月、テレビドラマ『東京ゴースト・トリップ』にて、北野五鈴役でレギュラー出演。同作が、本格的な俳優デビュー作となる。同年から『ミュージカル・テニスの王子様』に5代目青学・手塚国光役で出演。以降、舞台や映画で活動。
2011年に映画『CRAZY-ISM クレイジズム』（監督：窪田将治）で初主演を務める。同作は第35回モントリオール世界映画祭“Focus on World Cinema部門”に正式出品された。2011年はほかに『都市霊伝説 幽子』、『ゲキアツ〜真夏のエチュード〜』、『アサシン』と続けて主演映画が公開された。
2012年にはスーパー戦隊シリーズ『特命戦隊ゴーバスターズ』にて、岩崎リュウジ / ブルーバスター 役でレギュラー出演。
2016年にジェフユナイテッド市原・千葉（Jリーグ）後援映画、『U-31』（監督：谷健二　原作：綱本将也　漫画：吉原基貴）で主演。同作は第8回沖縄国際映画祭に特別招待作品として正式出品された。2016年は他に、8月からBSスカパーにて放送の連続テレビドラマ『弱虫ペダル』で主人公・小野田坂道の先輩、巻島裕介役でレギュラー出演。馬場が巻島を演じるのは2012年の舞台出演以来、約4年ぶりのことだった。
2017年8月からBSスカパーにて放送の連続テレビドラマ『弱虫ペダルSeason2』に前作に引き続き巻島裕介役でレギュラー出演。3年生最後のインターハイ戦を演じきった。同年10月には前作のドラマ『弱虫ペダル』が国際ドラマフェスティバル in TOKYOのドラマ賞である「東京ドラマアウォード2017」の作品賞(衛星・配信部門)で優秀賞を受賞した。
2018年4月にW主演作品の映画『一人の息子』（監督：谷健二）が第32回高崎映画祭に招待作品として選ばれ、ワールドプレミアが行われた。同年7月には渋谷のユーロスペースで異例の1か月間のレイトショー上映も行っている。同年4月24日、所属事務所トキエンタテインメントに対する「信義誠実の原則に反する行為」が発覚したことに伴い、3ヶ月の活動停止処分を受けた。馬場も自身の行為を謝罪するコメントを発表している。詳細は明らかにされていないが、犯罪行為ではないとされている。同年7月25日より活動を再開。
2019年3月にカプコンが発売したアクションゲームのシリーズ「デビルメイクライシリーズ」（Devil May Cry Series）の舞台版、舞台『DEVIL MAY CRY ー THE LIVE HACKER ー』で、主人公のダンテを演じる。
2020年4月にTVドラマ『ギリシャ神話劇場 神々と人々の日々』（TOKYO MX ほか）にて、主演を務める。同年11月1日には自身が出演した『ゴーバスターズ』の劇場版『特命戦隊ゴーバスターズ THE MOVIE 東京エネタワーを守れ!』ならびにVシネマ『帰ってきた特命戦隊ゴーバスターズVS動物戦隊ゴーバスターズ』の屋外上映会が第33回東京国際映画祭のジャパニーズ・アニメーション部門のプログラムとして東京ミッドタウン日比谷にて行われ、馬場も含めたキャスト陣が一堂に会し、別会場からオンラインでトークイベントも開催された。

## 人物
趣味は映画鑑賞、特技は料理。
馬場は『ゴーバスターズ』の前作品である、『海賊戦隊ゴーカイジャー』のゴーカイシルバー/伊狩鎧のオーディションも受けていた。

## 出演
役名の太字は主演作品。

### テレビドラマ
- 東京ゴーストトリップ（2008年4月2日 - 6月25日、TOKYO MX ほか） - 北野五鈴 役
- ここはグリーン・ウッド 〜青春男子寮日誌〜 第8話（2008年8月24日、TOKYO MX ほか） - 永田 役
- スーパー戦隊シリーズ（テレビ朝日）
  - 特命戦隊ゴーバスターズ（2012年2月26日 - 2013年2月10日） - 岩崎リュウジ / ブルーバスター 役
  - 手裏剣戦隊ニンニンジャー 忍びの30（2015年9月20日） - 伊勢喜六 役[25]
  - ナンバーワン戦隊ゴジュウジャー 第21 - 23話（2025年7月13日 - 7月27日） - 具島玲 役[26]
- 水曜ミステリー9（テレビ東京）
  - 夏樹静子サスペンス 逆転弁護士ヤブハラ 証言拒否（2015年2月18日） - 風見志朗 役[27]
    - 夏樹静子サスペンス 逆転弁護士ヤブハラ2 京都・十七年前の真実（2015年10月7日）[28]

  - 特命おばさん検事! 花村絢乃の事件ファイル4（2015年8月5日） - 山村邦夫 役
- 土曜ワイド劇場特別企画 京都人情捜査ファイルスペシャル（2015年4月25日、テレビ朝日） - 山崎宏史 役
- 薄桜鬼SSL 〜sweet school life〜（2015年9月25日 - 10月30日、TOKYO MX2 ほか） - 山南敬助 役
- スミカスミレ 45歳若返った女 第2話（2016年2月12日、テレビ朝日） - 男B 役
- 土曜ワイド劇場 人類学者・岬久美子の殺人鑑定6（2016年6月11日、テレビ朝日） - 宮村哲平 役
- 弱虫ペダル（2016年8月26日 - 10月7日、BSスカパー!） - 巻島裕介 役
  - 弱虫ペダル Season2（2017年8月18日 - 12月22日）
- コック警部の晩餐会 第7話（2016年12月1日、TBS） - 奈良部純也 役
- トクチョウの女〜国税局特別調査部〜（2017年3月4日、フジテレビ） - 宝生豊 役[29]
- 仮面ライダーゼロワン 第23話・第24話（2020年2月16日・23日、テレビ朝日） - 縁結びマッチ 役[10]
- そして、ユリコは一人になった 第4話・第6話・最終話（2020年3月27日・4月10日・4月24日、カンテレ） - 里中鉱次 役
- ギリシャ神話劇場 神々と人々の日々（2020年4月7日 - 6月23日、TOKYO MX ほか） - エロス 役[30]
- 離婚しない男-サレ夫と悪嫁の騙し愛- 第1話（2024年1月20日、テレビ朝日） - 西木 役
- ROOM〜史上最悪の一期一会（2024年8月27日 - 9月24日、BS-TBS・BS-TBS 4K） - 高橋 役[31]

### ウェブドラマ
- ネット版 仮面ライダー×スーパー戦隊 スーパーヒーロー大変 〜犯人はダレだ?!〜（2012年4月、東映） - 岩崎リュウジ  役
- スマボMovie第4弾『学園のクローバー』（2013年6月、スマートボーイズ） - 冬守和志 役
- 『愛車探偵は、貴方のココロにガソリンを注ぐ！』第6話（2015年2月6日） - マーシー 役
- 『愛車探偵は、貴方のクルマの天使になれるか!?』（2015年11月29日） - 真島昌利 役
- 仮面ライダーアマゾンズ Episode1・2（2016年4月1日・8日、Amazon Prime Video） - 大滝竜介 / トンボアマゾン 役
- #声だけ天使（2018年1月15日 - 3月19日、AbemaTV） - 三澤貴之 役[32]
- リアルドラマ『今日と明日の狭間の日々』（2021年7月10日 - 11日、7月17日 - 18日、De-LIGHTYouTubeチャンネル） - 鴨志田友則 役[33]

### 映画
- タッチ（2005年）
- タクミくんシリーズ3 美貌のディテイル（2010年） - 三洲新 役
- ローカルボーイズ!（2010年） - 三浦雄太郎 役
- タクミくんシリーズ4 Pure〜ピュア〜（2010年） - 三洲新 役
- CRAZY-ISM クレイジズム（2011年） - 北沢辰也 役
- タクミくんシリーズ5 あの、晴れた青空（2011年） - 三洲新 役
- ゲキアツ〜真夏のエチュード〜（2011年） - 桜井太助九 役
- 都市霊伝説 幽子（2011年） - 野島兼 役
- アサシン（2011年） - 花城涼 役
- Miss Boys! 決戦は甲子園!?編（2011年） - 諸星丈 役
- Miss Boys! 友情のゆくえ編（2012年） - 諸星丈 役
- 『特命戦隊ゴーバスターズ』関連 - いずれも、岩崎リュウジ / ブルーバスター 役
  - 海賊戦隊ゴーカイジャーVS宇宙刑事ギャバン THE MOVIE（2012年）※ブルーバスターの声のみ
  - 仮面ライダー×スーパー戦隊 スーパーヒーロー大戦（2012年）
  - 特命戦隊ゴーバスターズ THE MOVIE 東京エネタワーを守れ!（2012年）
  - 特命戦隊ゴーバスターズVS海賊戦隊ゴーカイジャー THE MOVIE（2013年）
  - 仮面ライダー×スーパー戦隊×宇宙刑事 スーパーヒーロー大戦Z（2013年）
  - 獣電戦隊キョウリュウジャーVSゴーバスターズ 恐竜大決戦! さらば永遠の友よ（2014年）
- 富士見二丁目交響楽団シリーズ 寒冷前線コンダクター（2012年） - 警官 役
- 夕の江の街に（2012年） - 正海 役
- 僕の中のオトコの娘（2012年） - 斉藤 役 （友情出演）
- 幕末奇譚 SHINSEN5 〜剣豪降臨〜（2013年） - 斎藤一 役
- トイレの花子さん 新劇場版（2013年） - 佐伯達也 役
- リュウセイ（2013年） - 新谷晴彦 役
- 夜明け前 朝焼け中（2013年） - 渡辺泰介 役
- 幕末奇譚 SHINSEN5 〜風雲伊賀越え〜（2013年） - 斎藤一 役
- テコンドー魂〜Rebirth〜（2014年） - 一色新平 役
- 太陽からプランチャ（2014年） - 前山忠弘 役
- EIKEN BOOGIE〜涙のリターンマッチ〜（2015年） - 大門龍平 役
- 青春ディスカバリーフィルム「張り込みメシ」（2015年） - 中村 役
- 薄桜鬼SSL 〜sweet school life〜THE MOVIE（2016年） - 山南敬助 役
- 教科書にないッ!（2016年） - 大楽 有彦 役[34]
- 教科書にないッ!2（2016年） - 大楽 有彦 役[34]
- 第九条（2016年7月2日、宮本正樹監督） - 木部 役[35][36]
- 映画『劇場版　恐怖のお持ち帰り　〜ホラー映画監督の心霊実話怪談〜』（2016年） - 映画監督 役
- ボクの人間的欠陥（2016年） - コウ 役
- U-31（2016年） - 河野敦彦 役[37]
- サマーソング（2016年） - ひろき 役[38]
- 教科書にないッ!3（2017年） - 大楽 有彦 役
- 教科書にないッ!4（2017年） - 大楽 有彦 役
- アリーキャット（2017年） - 橋本賢吾 役
- チェリーボーイズ（2018年）- 宮田 役[39]
- 青春ディスカバリーフィルム～どこだって青春編～「500円の後悔」（2018年）- 中川ひろき 役
- 一人の息子（2018年）- 山内樹 役[40][41][42]
- 教科書にないッ！5（2019年、日本出版販売） - 大楽有彦 役[43]
- 教科書にないッ！6（2019年、日本出版販売） - 大楽有彦 役[44]
- HARAJUKU 天使がくれた七日間（2020年）- 英雄 役[45]
- 渋谷シャドウ（2020年）- リュウノスケ 役[46]。

### オリジナルビデオ
- 魔斬子（2009年）
- 特命戦隊ゴーバスターズVSビートバスターVS J（2012年、講談社） - 岩崎リュウジ 役
- 帰ってきた特命戦隊ゴーバスターズVS動物戦隊ゴーバスターズ（2013年） - 岩崎リュウジ / ブルーバスター / ブルーゴリラ 役
- 宇宙刑事シャリバン NEXT GENERATION（2014年） - セイギ / 宇宙刑事エステバン 役

### 舞台
- ダウンタウンエンジェル（2008年2月）
- ミュージカル テニスの王子様（2008年 - 2010年） - 手塚国光 役[6]
  - The Imperial Presence 氷帝 feat.比嘉（2008年7月 - 11月）
  - The Treasure Match 四天宝寺 feat. 氷帝（2008年12月 - 2009年3月）
  - Dream Live 6th（2009年5月）
  - The Final Match 立海 First feat. 四天宝寺（2009年7月 - 10月）
  - The Final Match 立海 Second feat. The Rivals（2009年12月 - 2010年3月）
  - Dream Live 7th（2010年5月）
- 舞台裏の幸福（2009年4月） - 早川孝史 役
- 天聖八剣伝（2010年6月） - 見影 役
- トラブル万歳!（2010年7月） - 高島圭吾 役
- ユウコ〜矢部家の大ピンチ!?笑う門には矢部来る!（2010年9月） - 矢部良男 役
- Be With プロデュース Reading Cinema×Autumn Special 〈LOVE× LETTERS〉（2010年11月）
- FAKE STAR 1st skit ザ・フォーリナー（2010年12月） - チャールズ・ベイカー 役
- HERO〜命×命〜（2011年1月） - 榊健太 役
- ど根性タイツ（2011年4月）
- 朗読劇 ゲキジョー☆ノート（2011年5月）
- 蘇州夜曲（2011年7月） - 近田やしち 役
- AKA-TONBO!（2011年10月） - 白崎昴 役
- FAKE STAR 2nd skit ザ・ナード（2011年12月） - ウィラム・カバート 役
- 弱虫ペダル（2012年2月） - 巻島裕介 役
- 朗読劇 サマーウォーズ（2012年6月） - 小磯健二 役
- FAKE STAR 3rd skit キャッシュ・オン・デリバリー（2013年2月） - エリック・スワン 役
- abc★赤坂ボーイズキャバレー 表 FINAL!「最後の放電!」 〜自分に喝を入れて勝つ!〜（2013年8月） - 龍村準 役[47]
- 30-DELUX The Remake Theater『デスティニー』（2013年10月 - 11月） - アラン 役
- あんた十手もった?（2014年3月） - 若様 役
- ミュージカルコメディ『Love Chase!!』（2014年4月 - 5月） - シリアス 役
- 小松政夫一座 旗揚げ公演 喜劇「しあわせのコンドル食堂」（2014年6月）
- 里見八犬伝（2014年10月 - 12月） - 犬山道節 役
- スタンド・バイ・ユー -家庭内再婚-（2015年1月 - 2月） - 町田 役
- 30-DELUX 『新版・義経千本桜』（2015年7月） - 弁慶 役
- 俺たち賞金稼ぎ団 - 水野智 役
  - 俺たち賞金稼ぎ団（2015年12月）
  - さらば俺たち賞金稼ぎ団（2017年2月）
- 昆虫戦士コンチュウジャー（2016年6月） - 万里チョウジ 役
- ROCK MUSICAL BLEACH 〜もうひとつの地上〜（2016年7月 - 8月） - 藍染惣右介 役
- 30-DELUX 『新版 国性爺合戦』（2016年9月 - 10月） - 甘輝 役
- 紅き谷のサクラ 〜幕末幻想伝 新選組零番隊〜（2017年1月） - 柊一茶 役[48]
- 女王と呼ばれた女（2017年3月） - 桐谷二郎 役 ※Wキャスト。馬場出演は3月24日・26日
- 30-DELUX SQUARE ENIX Special Theater「ロマンシング サガ THE STAGE 〜ロアーヌが燃える日〜」（2017年4月 - 5月）- トーマス・ベント 役[49]
- リーディングドラマ「シスター」（2017年5月） - 弟 役
- 舞台『モブサイコ100』シリーズ - 霊幻新隆 役
  - 舞台『モブサイコ100』（2018年1月）
  - 舞台『モブサイコ100』～裏対裏～（2018年9月）
  - 舞台『モブサイコ100』激突！爪第7支部（2021年8月）[50]
- 舞台「99才まで生きたあかんぼう」（2018年2月 - 3月） - 娘 役[51]
- 体内活劇「はたらく細胞」（2018年11月） - 肺炎球菌 役
- 少年社中第36回公演『トゥーランドット～廃墟に眠る少年の夢～』（2019年1月） - ガン 役
- 舞台『DEVIL MAY CRY ー THE LIVE HACKER ー』（2019年3月） - ダンテ 役
- フォトシネマ朗読劇「HARAJUKU～天使がくれた七日間」（2019年3月） - 英雄 役
- ミュージカル『青春-AOHARU-鉄道』シリーズ
  - ミュージカル『青春-AOHARU-鉄道 ～すべての路は所沢へ通ず～』（2019年5月）　- 西武西武園線 役
  - ミュージカル『青春-AOHARU-鉄道 コンサート Rails Live 2019』（2019年10月 - 11月） - 西武西武園線 役
  - ミュージカル『青春-AOHARU-鉄道4～九州遠征異常あり～』（2021年2月） - 九州新幹線 役[52]
  - ミュージカル『青春-AOHARU-鉄道』5～鉄路にラブソングを～（2023年6月 - 7月、天王洲銀河劇場/AiiA 2.5 Theater Kobe）[53]  - 九州新幹線/西武西武園線 役
  - ミュージカル『青春-AOHARU-鉄道』コンサート Rails Live 2025（2025年11月〈予定〉、TACHIKAWA STAGE GARDEN） - 九州新幹線/西武西武園線 役[54]
- 朗読劇「それでも、愛」（2019年6月） - トウマ 役
- 朗読劇「ドラゴン桜」シリーズ - 桜木建二 役
  - 朗読劇「ドラゴン桜」（2019年7月）
  - 朗読劇「ドラゴン桜～2nd season～」（2020年1月）
- 舞台「古 -inishie- 」（2019年7月） - 板垣翔 役
- 舞台『かなめのカタチ-Flexible-』（2019年9月）
- フォトシネマ朗読劇「HARAJUKU～天使がくれた七日間」（2019年9月） - 英雄 役
- もりたろシアターvol.4【2077-RobotHunter-】（2019年10月）
- 信長の野望･大志　零 桶狭間前夜　～兄弟相克編～（2019年11月） - 池田恒興 役
- オムイズムvol.3「死ねない無人駅 」（2019年12月） - 三島 役
- Studio Life×東映ビデオ 舞台プロジェクト 舞台『死の泉』（2020年2月 - 3月） - 青年フランツ 役
- 舞台「ギリシャ神話劇場 神々と人々の日々」（2020年5月〈公演中止〉） - エロス 役
- 舞台「炎炎ノ消防隊」シリーズ - 武久火縄 役
  - 舞台「炎炎ノ消防隊」（2020年7月 - 8月）
  - 舞台「炎炎ノ消防隊 -破壊ノ華、創造ノ音-」（2022年1月）
  - 舞台「炎炎ノ消防隊 -地下からの奪還-」（2022年9月 - 10月）
- 舞台「ぼくらの七日間戦争」（2020年9月） - 菊地英治 役[55]
- それぞれの為（2020年10月） - 日替わり出演（25日）
- 舞台「賭博黙示録カイジ」（2020年12月） - 北見 役
- オムイズムvol.6「会えない無人駅 」（2020年12月）
- 舞台「五月雨」（2021年4月）[56] - 藤本先生 役
- 舞台「ヴェニスに死す」（2021年9月） - タッジオ 役（ダブルキャスト） / ヤシュー 役（ダブルキャスト）
- 舞台「甘くない話～ノン・ドサージュ～」（2021年11月）
- 舞台「政見放送」（2022年2月）
- あの日わたしをはだかにして（2022年4月）[57]
- ミュージカル「アラバスター」（2022年6月）[58]
- Action Stage「エリオスライジングヒーローズ」（2022年12月8日-25日） - ブラッド・ビームス 役[59]
  - Action Stage「エリオスライジングヒーローズ」第2弾（2024年3月7日-24日）[60]
  - Action Stage「エリオスライジングヒーローズ」-SUMMER FESTIAL-（2025年8月7日 - 24日〈予定〉）[61]
- 舞台「画狂人北斎」（2023年2月 - 3月）[62]
- 舞台「漫才ギャング -リローデッド-」（2023年5月） - 飛夫 役（菅田琳寧とW主演）[63]
- 1993-The Bang Bang Club-（2023年7月）[64]
- 朗讀劇「極楽牢屋敷」（木下半太版四谷怪談）（2023年8月11日・17日）
- 舞台『回路』（2023年10月公演予定） - 主演（根本正勝、高崎翔太とトリプル主演）[65]
- 舞台 華の天羽組 -天京戦争編-powered byヒューマンバグ大学（2023年12月） - 小峠華太 役[66]
- 鈴木勝大一人芝居「食事」（2023年12月26日 - 28日公演）- 応援出演
- 朗読劇『ROOM』（2024年5月）[67]
- 舞台『甘美なる誘拐』（2024年9月）[68]
- 舞台『鴨乃橋ロンの禁断推理』（2024年11月） - シュピッツ・ファイア 役[69]
- 演劇【推しの子】2.5次元舞台編（2024年12月） - GOA 役[70]
- 主役の椅子はオレの椅子 Season2『菌活戦隊キノッコーズ』（2025年1月、品川プリンスホテル クラブeX） - 滑川クジョウ 役[71][72]
- Classic Movie Reading Vol.4「東京物語」（2025年2月、三越劇場）[73]
- 役替わり朗読劇『5years after』-ver.13-（2025年2月）[74]
- 朗読劇『ROOM』2025（2025年7月）[75]

### その他のテレビ番組
- 絶対！知るべきすちゃん（2015年5月 - 6月、テレビ東京）
- WIN BY ALL!（2016年8月、千葉テレビ放送）

### インターネット
- 南圭介・渡辺大輔・馬場良馬 トリプル・ゾーン（2011年11月 - 、ニコニコ生放送）
- 馬場良馬の「馬魂」（2013年11月  - 2016年10月、ニコニコ生放送）
- 馬場良馬の「UMA'Sキッチン」（2013年12月 - 、ニコニコ生放送）
- 馬場良馬の「馬場ばばばTV（仮）」（2018年7月 - 、ニコニコ生放送）

### CM
- 飯田産業
- 日本コカ・コーラ

### ゲーム
- 四八(仮)（2007年、PlayStation 2） -高木宏典  役
- 特命戦隊ゴーバスターズ（2012年、ニンテンドーDS） - 岩崎リュウジ / ブルーバスター 役

### モデル
- 武田薬品工業「アリナミンA」 - スチールモデル
- 無印良品 - カタログモデル
- 長野県観光局 - 広告モデル
- SOYOUS（2009年 - 2010年） - レギュラーモデル
- GOSTAR DE FUGA（2016年 - ） - レギュラーモデル

## 作品

### BD
- 『トキエンタテインメントpresents ～Viva la Revolution Vo.7～』（2016年12月3日、株式会社トキメディアワークス）

### DVD
- リアルfaces馬場良馬 （2013年7月6日、幻冬舎）
- 『トキエンタテインメントpresents ～Viva la Revolution Vo.7～』（2016年12月3日、株式会社トキメディアワークス）
- 「トキ旅～Toki Entertainment社員旅行めんそーれめんそーれ弾丸ツアー2018～」（2019年8月20日、株式会社トキメディアワークス）

### CD
- 『ミュージカル・テニスの王子様』関連
  - ミュージカル「テニスの王子様」The Final Match 立海 Second feat.Rivals（2010年5月12日、ティー ワイ エンタテインメント）
  - ミュージカル「テニスの王子様」コンプリートCD-BOX3 Ver.4代目青学 Limited Edition（2010年5月20日、ティー ワイ エンタテインメント）
  - ミュージカル「テニスの王子様」コンプリートCD-BOX3 Ver.5代目青学 Limited Edition（2010年5月20日、ティー ワイ エンタテインメント）
  - ミュージカル「テニスの王子様」Dream Live 7th Live（2010年8月25日、ティー ワイ エンタテインメント）
- 『特命戦隊ゴーバスターズ』関連
  - 特命戦隊ゴーバスターズ オリジナルサウンドトラック サウンドミッション 1（2012年5月30日、日本コロムビア）
  - 特命戦隊ゴーバスターズ ソングコレクション サウンドミッション 2（2012年7月18日、日本コロムビア）
  - ミニアルバム 特命戦隊ゴーバスターズ 3 Soundtrack（2012年8月22日、日本コロムビア）
  - 特命戦隊ゴーバスターズ THE MOVIE 東京エネタワーを守れ! オリジナルサウンドトラック Soundtrack（2012年9月16日、日本コロムビア）
  - 特命戦隊ゴーバスターズ キャラクターソング アルバム（2012年12月26日、日本コロムビア）
  - 特命戦隊ゴーバスターズ 全曲集 コンプリート ソング ファイル（2013年2月13日、日本コロムビア）
- 「The DAY」(『BSスカパー! オリジナル連続ドラマ「弱虫ペダル」』EDテーマ)/「Winning Tracker」（2016年9月14日、東宝）

## 書籍

### 写真集
- 馬場良馬写真集 vol.1 メガネと白衣の教師 by学園のクローバー（スマボMovie）Kindle版（2012年1月30日、幻冬舎コミックス）
- 馬場良馬写真集 vol.2 生物の先生の休日 by学園のクローバー（スマボMovie）Kindle版（2012年1月30日、幻冬舎コミックス）
- フォトブック「トキ旅～Toki Entertainment社員旅行めんそーれめんそーれ弾丸ツアー2018～」（2019年8月20日、株式会社トキメディアワークス）